# Passeport gambien
Le passeport gambien est un document de voyage international délivré aux ressortissants gambiens, et qui peut aussi servir de preuve de la citoyenneté gambienne. 